# Horst-Janssen-Museum
Het Horst-Janssen-Museum is een museum in de Duitse stad Oldenburg (Nedersaksen) gewijd aan de Duitse kunstenaar Horst Janssen (1929-1995).

## Beschrijving

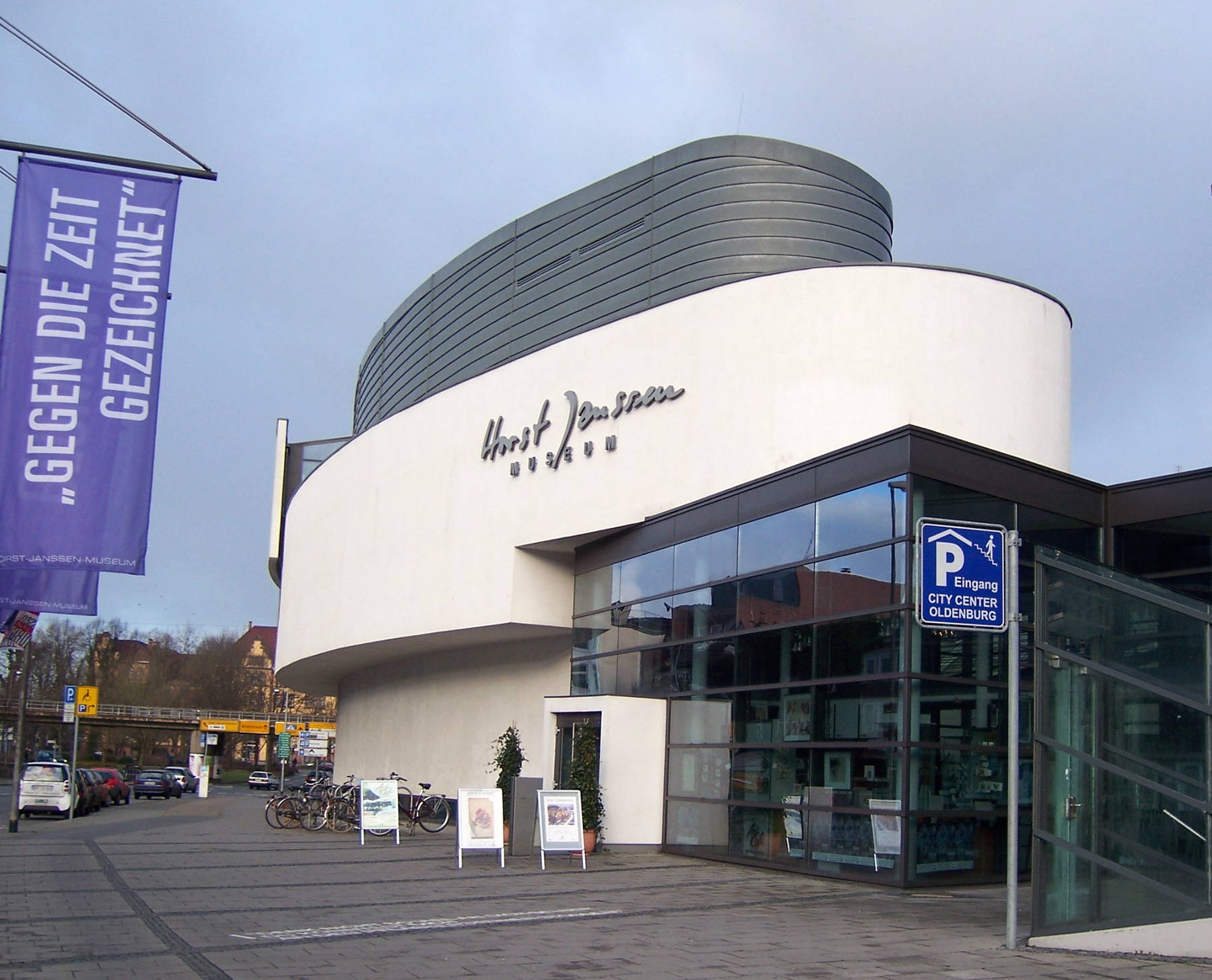
Oldenburg, Horst-Janssen-Museum (2005)

Het Horst-Janssen-Museum, dat in 2000 werd geopend, is gewijd aan het omvangrijke oeuvre van de kunstenaar, illustrator en schrijver Horst Janssen, die zich bezighield met technieken als tekenen, etsen, lithografie en houtsnedes.
De basis van de vaste collectie van het museum werd na de dood van Janssen in 1995 gelegd met de aankoop van 1800 werken uit de Janssen-verzameling van Carin en Carl Vogel. Dit echtpaar was met de kunstenaar bevriend geraakt, toen deze aan de kunstacademie in Hamburg studeerde, waarvan Carl Vogel directeur was.
Naast de vaste collectie presenteert het museum drie tot vier wisselexposities per jaar, waarbij speciale facetten van Janssens kunstenaarschap worden belicht en werken van verwante kunstenaars wordt getoond. Werk van Janssen dat niet is tentoongesteld, kan op aanvraag in een aparte ruimte worden bekeken.
Het museum beschikt tevens over een bibliotheek van ongeveer 25.000 kunstboeken. Onderdeel hiervan is een specialistische boekenverzameling over het werk van Janssen.